# Rusini karpaccy

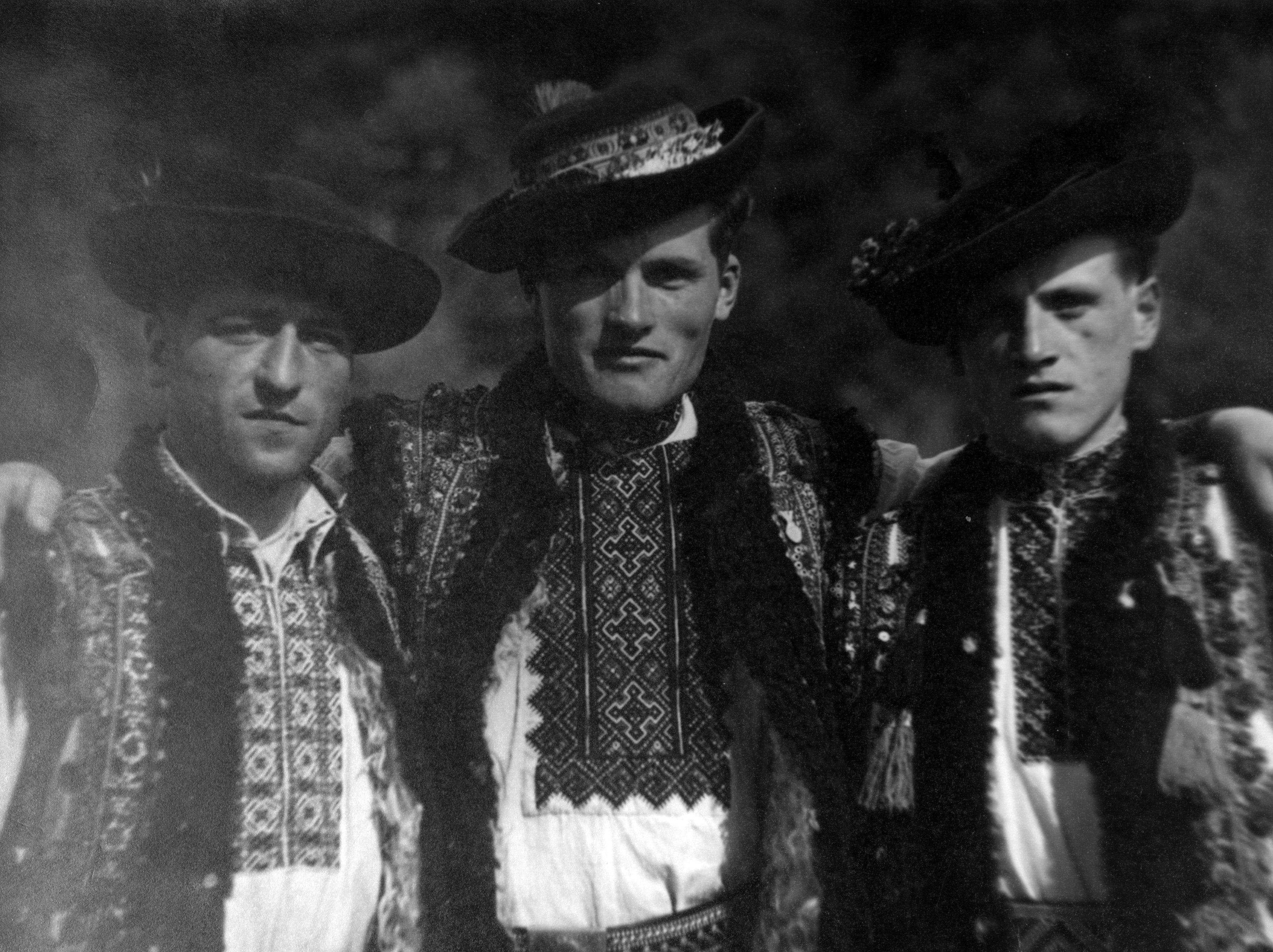
Rusini karpaccy

Flaga Karpatorusinów

Rusini karpaccy, karpatorusini (rusiń. Русины) – kilka grup etnicznych Słowian wschodnich, zamieszkujących w Karpatach oraz północnej części  Kotliny Panońskiej. W literaturze spotkać można pogląd, że stanowią one łącznie odrębną grupę etniczną z aspiracjami do stania się czwartym narodem wschodniosłowiańskim, obok Ukraińców, Rosjan i Białorusinów.

## Podział
Dzielą się na:

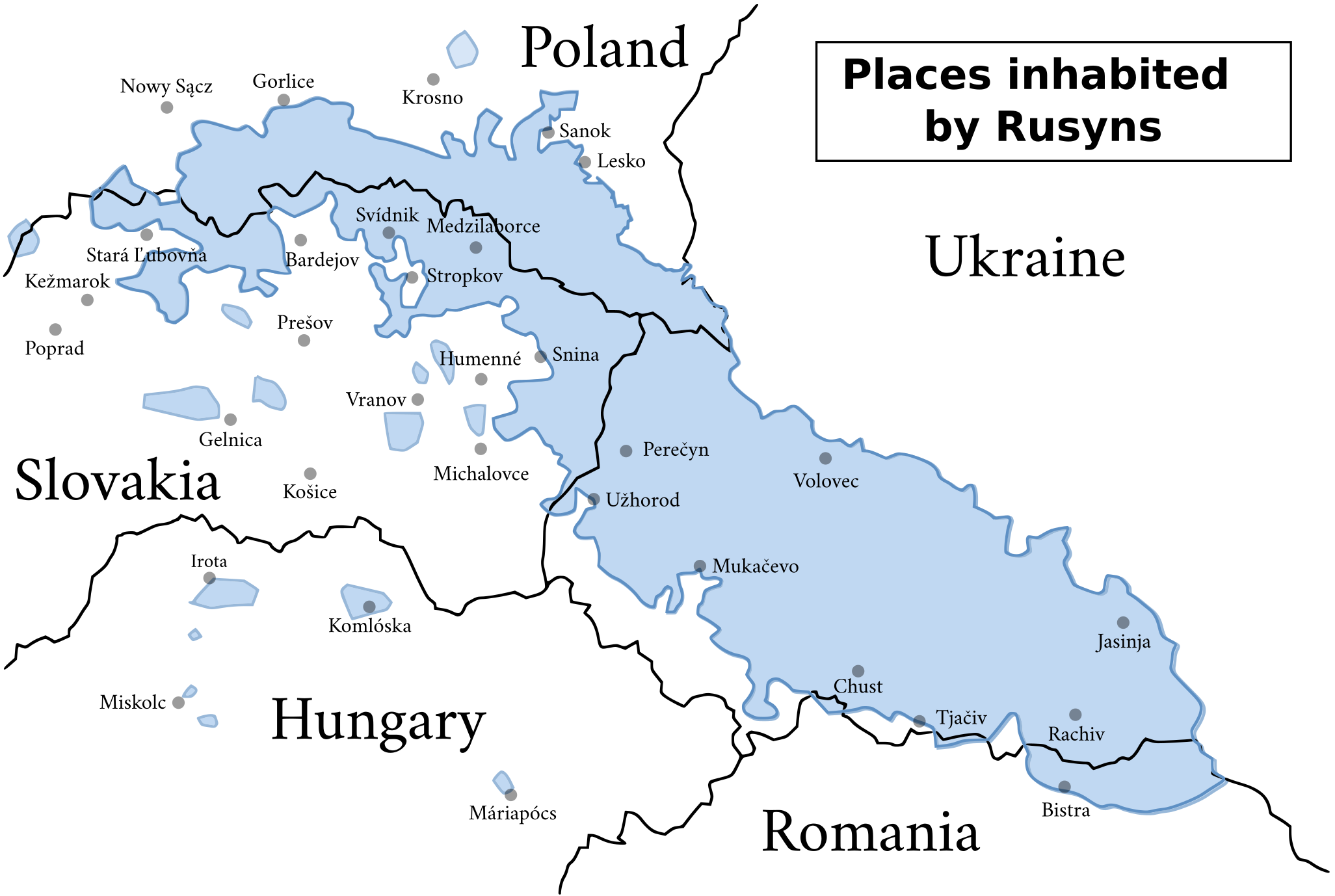
Mapa obszarów zamieszkanych przez Rusinów przed II wojną światową

- Łemków, Rusinów Szlachtowskich, Wenhrinów i Zamieszańców[1]
- Bojków
- Hucułów[2][3]
- Rusinów z okolic Preszowa (Szarysz) na wschodniej Słowacji
- Rusinów z Zakarpacia
- Rusinów Panońskich.

## Historia
Od VII wieku zasiedlana przez plemiona słowiańskie pozostające pod wpływem Rusi Kijowskiej oraz Wielkich Moraw. W tym też czasie na tereny Zakarpacia dotarli duchowni obrządku słowiańskiego związani ze świętym Cyrylem i Metodym, dzięki którym Zakarpacie zostało schrystianizowane w obrządku greckim. Decydującą rolę polityczną odegrało jednak opanowanie niziny panońskiej przez plemiona węgierskie, które zawładnęły w 903 r. Użhorodem. Początkowo władza Węgrów miała charakter nominalny, ale od początku XIII wieku Zakarpacie stało się integralną częścią Królestwa Węgierskiego.
Przez Węgrów Rusini nazywani byli rutének i byli jedną z najbardziej dyskryminowanych mniejszości na terenie Węgier oraz najbardziej zapóźnioną pod względem rozwoju świadomości narodowej, rozwoju gospodarczego i struktury społecznej. 
Pierwsze działania w kierunku rozwoju rusińskiego ruchu narodowego podjął w latach 1848–1849 Adolf Dobrianskyj. Rozpoczął on starania o utworzenie osobnej jednostki administracyjnej na terenach zamieszkanych przez Rusinów. Udało mu się wywalczyć utworzenie osobnego komitatu (Ruskiego Kraju – z połączenia 4 jednostek: Bereg, Máramaros, Ung i Ugocsa), a on sam został żupanem tego dystryktu. Równocześnie kilkudziesięciu Rusinów zajęło stanowiska urzędnicze. Jednak już w 1850 okręg ten został zlikwidowany.
Po wojnie włosko-austriackiej 1866 roku i przegranej Austrii wzrosło znaczenie Węgier. To z kolei spowodowało ograniczenie autonomii rusińskiej, dlatego inteligencja rusińska skupiła się na obronie kultury i języka. W 1866 powstało Towarzystwo Świętego Bazylego, wspierające rusińską działalność kulturalną.
W 1868 w Austro-Węgrzech uchwalono liberalną ustawę narodowościową, jednak nie polepszyło to sytuacji Rusinów. W 1869 zamknięto jedyne gimnazjum rusińskie w Użhorodzie. W kolejnych latach rusiński ruch narodowy podzielił się na dwie grupy: małą, zrzeszającą zwolenników Rosji, oraz dużo większą – zwolenników kultury węgierskiej. Na początku lat 70. XIX wieku nowy biskup greckokatolicki w Mukaczewie, István Pankovics, rozwinął akcję zwalczania moskalofilstwa. Wielu nauczycieli-Rusinów przeniesiono w inne rejony Węgier, w 1873 zabroniono kształcenia księży w Wiedniu.
W 1910 r. 89% ludności utrzymywało się z pracy na roli, a 78% było analfabetami.

## Współczesność
Jednym z najsłynniejszych Karpatorusinów był Andy Warhol.
W latach 90. XX wieku prof. Paul Robert Magocsi oraz prof. Paul Best zaliczyli tę mniejszość autochtoniczną do narodu karpatoruskiego. Twierdzą oni, że na obecnych terenach Polski, Słowacji, Ukrainy, Węgier i Serbii mieszka około 1 200 000 społeczność o proweniencji karpatoruskiej. Współcześnie mieszkający na Ukrainie podkreślają swoją odrębność od Ukraińców m.in. poprzez demonstracyjne ignorowanie obowiązującego w tym kraju czasu wschodnioeuropejskiego i zegarki ustawiają według czasu środkowoeuropejskiego, według którego liczono na Zakarpaciu czas przed wojną.